# Ercsi
Ercsi este un oraș în districtul Martonvásár, județul Fejér, Ungaria, având o populație de 8.263 de locuitori (2011). 

## Demografie
Componența etnică a orașului Ercsi
     Maghiari (87,71%)
     Romi (9,23%)
     Croați (1,38%)
     Necunoscut (0,67%)
     Alții (1,02%)
Componența confesională a orașului Ercsi
     Romano-catolici (34,77%)
     Fără religie (24,92%)
     Reformați (6,28%)
     Atei (1,2%)
     Necunoscută (31,9%)
     Alte religii (2,3%)
Conform recensământului din 2011, orașul Ercsi avea 8.263 de locuitori. Din punct de vedere etnic, majoritatea locuitorilor (87,71%) erau maghiari, existând și minorități de romi (9,23%) și croați (1,38%). Apartenența etnică nu este cunoscută în cazul a 0,67% din locuitori. Nu există o religie majoritară, locuitorii fiind romano-catolici (34,77%), persoane fără religie (24,92%), reformați (6,28%) și atei (1,2%). Pentru 31,9% din locuitori nu este cunoscută apartenența confesională.